# Santa Tereza do Oeste
Santa Tereza do Oeste ist ein brasilianisches Munizip im Westen des Bundesstaats Paraná. Es hat 13.174 Einwohner (2022), die sich Santa-Terezenser nennen. Seine Fläche beträgt 326 km². Es liegt 733 Meter über dem Meeresspiegel.

## Etymologie
Santa Tereza do Oeste bedeutet auf Deutsch Sankt Therese des Westens. Der Ort wurde nach Theresa von Ávila benannt.

## Geschichte

### Besiedlung
Die Geschichte von Santa Tereza do Oeste ähnelt der Entstehungsgeschichte der anderen Gemeinden im Westen Paranás: am Anfang stand der Holzkreislauf, dann folgten Ackerbau und Viehzucht und schließlich die Industrialisierung.

### Erhebung zum Munizip
Santa Tereza do Oeste wurde durch das Staatsgesetz Nr. 9008 vom 12. Juni 1989 aus Cascavel und Toledo ausgegliedert und in den Rang eines Munizips erhoben. Es wurde am 1. Januar 1990 als Munizip installiert.

## Geografie

### Fläche und Lage
Santa Tereza do Oeste liegt auf dem Terceiro Planalto Paranaense (der Dritten oder Guarapuava-Hochebene von Paraná). Seine Fläche beträgt 326 km². Es liegt auf einer Höhe von 733 Metern.

### Vegetation
Das Biom von Santa Tereza do Oeste ist Mata Atlântica.

### Klima
Das Klima ist gemäßigt warm. Es werden hohe Niederschlagsmengen verzeichnet (1841 mm pro Jahr). Im Jahresdurchschnitt liegt die Temperatur bei 20,2 °C. Die Klimaklassifikation nach Köppen und Geiger lautet Cfa.

### Gewässer
Santa Tereza do Oeste liegt in den Einzugsgebieten des Paraná und des Iguaçu. Der linke Paraná-Nebenfluss Rio São Francisco Falso (Braço Norte) entspringt im Munizip und bildet im Nordteil des Munizips seine westliche Grenze. Der rechte Iguaçu-Nebenfluss Rio Gonçalves Dias entspringt ebenfalls im Munizip und bildet den südlichen Abschnitt seiner westlichen Grenze. Der Ribeirão da Paz bildet die Grenze im Südosten. Er fließt zum rechten Iguaçu-Nebenfluss Rio Andrada.

### Straßen
Santa Tereza do Oeste ist über die BR-163 mit Cascavel im Norden und mit Capitão Leônidas Marques im Süden verbunden.

### Nachbarmunizipien
| São Pedro do Iguaçu | Toledo                                      | Cascavel |
|                     | Kompassrose, die auf Nachbargemeinden zeigt |          |
| Céu Azul            | Lindoeste                                   |          |

## Stadtverwaltung
Bürgermeister: Elio Marciniak, PSD (2021–2024)
Vizebürgermeister: Judison de Souza D Avila, PV (2021–2024)

## Demografie

### Bevölkerungsentwicklung
| Jahr | Einwohner | Stadt | Land |
| ---- | --------- | ----- | ---- |
| 1991 | 6.118     | 54 %  | 46 % |
| 2000 | 10.754    | 70 %  | 30 % |
| 2010 | 10.332    | 78 %  | 22 % |
| 2022 | 13.174    |       |      |

Quelle: IBGE (2011) und Volkszählung 2022

### Ethnische Zusammensetzung
| Gruppe * | 1991    | 2000    | 2010    | wer sich als …                                                                   |
| --- | ------- | ------- | ------- | -------------------------------------------------------------------------------- |
| Weiße | 70,5 %  | 79,5 %  | 63,7 %  | weiß bezeichnet                                                                  |
| Schwarze | 1,2 %   | 2,6 %   | 2,7 %   | schwarz bezeichnet                                                               |
| Gelbe | 0,2 %   | 0,0 %   | 0,0 %   | von fernöstlicher Herkunft wie japanisch, chinesisch, koreanisch etc. bezeichnet |
| Braune | 28,0 %  | 17,3 %  | 33,5 %  | braun oder als Mischung aus mehreren Gruppen bezeichnet                          |
| Indigene | 0,0 %   | 0,0 %   | 0,0 %   | Ureinwohner oder Indio bezeichnet                                                |
| ohne Angabe | 0,1 %   | 0,4 %   | 0,0 %   |                                                                                  |
| Gesamt | 100,0 % | 100,0 % | 100,0 % |                                                                                  |
| *) Das IBGE verwendet für Volkszählungen ausschließlich diese fünf Gruppen. Es verzichtet bewusst auf Erläuterungen. Die Zugehörigkeit wird vom Einwohner selbst festgelegt. |         |         |         |                                                                                  |

Quelle: IBGE (Stand: 1991, 2000 und 2010)

## Wirtschaft

### Landwirtschaft
Santa Tereza do Oeste ist ein großer Produzent von Getreide, insbesondere von Sojabohnen und Mais. Es findet auch Viehzucht statt, insbesondere Schweine und Geflügel.

### Kennzahlen
Mit einem Bruttoinlandsprodukt pro Einwohner von 37.355,25 R$ bzw. rund 8.300 € lag Santa Tereza do Oeste 2019 an 102. Stelle der 399 Munizipien Paranás.
Sein hoher Index der menschlichen Entwicklung von 0,705 (2010) setzte es auf den 207. Platz der paranaischen Munizipien.